# Евтухович, Валерий Евгеньевич
Вале́рий Евге́ньевич Евтухо́вич (род. 17 апреля 1954) — российский военачальник, командующий Воздушно-десантными войсками с ноября 2007 по май 2009 года, генерал-лейтенант.

## Биография
Родился в Вязьме Смоленской обл.
В 1975 году окончил Рязанское высшее воздушно-десантное командное училище имени Ленинского комсомола, в 1984 году — Военную академию имени М. В. Фрунзе (с дипломом с отличием и золотой медалью), в 1996 году — Военную академию Генерального штаба Вооружённых Сил РФ.
После окончания училища командовал разведывательным, затем парашютно-десантным взводами, парашютно-десантной ротой (с 1978 года) в 350-м гвардейском парашютно-десантном полку 103-й гвардейской Витебской воздушно-десантной дивизии имени 60-летия СССР; в 1979—1981 годах в должности начальника штаба — заместителя командира батальона 350-го гвардейского парашютно-десантного полка служил в составе ограниченного контингента советских войск в Демократической Республике Афганистан.
После окончания Военной академии имени М. В. Фрунзе назначен начальником штаба — заместителем командира 104-го гвардейского парашютно-десантного полка 76-й гвардейской Черниговской воздушно-десантной дивизии. В 1986 году назначен заместителем начальника штаба 7-й гвардейской воздушно-десантной дивизии, а затем — командиром 301-го учебного парашютно-десантного полка 242-го учебного центра по подготовке младших командиров ВДВ. В 1989 году назначен начальником штаба — заместителем командира 104-й гвардейской воздушно-десантной дивизии; в 1990 году назначен начальником Учебного центра по подготовке специалистов отдельных воздушно-десантных бригад; с 1992 по 1994 год командовал 242-м учебным центром по подготовке младших командиров ВДВ; с 1997 года заместитель начальник штаба Воздушно-десантных войск; в 1999—2000 годах заместитель командующего Воздушно-десантными войсками, командующий Российским воинским контингентом (Миротворческих сил ВДВ) в Косово.
С марта 2005 года начальник штаба — первый заместитель командующего ВДВ. Указом Президента РФ от 19 ноября 2007 года назначен командующим Воздушно-десантными войсками. Участвовал в войне в Грузии в 2008 году.
Указом Президента РФ от 6 мая 2009 года уволен с военной службы в связи с достижением предельного возраста (на тот год для генерал-лейтенантов — 55 лет).
В отставке — генеральный директор Научно-исследовательского института систем связи и управления.
Награждён орденом «За заслуги перед Отечеством» 4-й степени с изображением мечей (вручён в Кремле 1.10.2008).

## Награды
- Орденом «За заслуги перед Отечеством» 4-й степени с мечами
- Орден «За военные заслуги»
- Орден Красной Звезды
- Орден «За службу Родине в Вооружённых Силах СССР»
- Медаль «За боевые заслуги»
- Медаль «В память 850-летия Москвы»
- Юбилейная медаль «60 лет Вооружённых Сил СССР»
- Юбилейная медаль «70 лет Вооружённых Сил СССР»
- Медаль «За воинскую доблесть» II степени
- Медаль «Участнику марш-броска 12 июня 1999 г. Босния-Косово»
- Медаль «От благодарного афганского народа»